# Йорген Юве
Єрген Юве (норв. Jørgen Juve; 22 листопада 1906, Порсгрунн — 12 квітня 1983 року, Осло) — норвезький футболіст, журналіст та письменник. Кращий бомбардир збірної Норвегії з футболу за всю її історію, який забив 33 м'ячі в 45 матчах. Бронзовий призер літніх Олімпійських ігор 1936 року з футболу (капітан збірної). Грав на трьох позиціях: атакуючого, півзахисника та захисника. Як журналіст працював у виданнях «Dagbladet» та «Tidens Tegn», написав декілька книжок на спортивну тематику.

## Біографія

### Народження
Народився Йорген Юве 22 листопада 1096 року в м. Порсгрунн, Норвегія.

### Спортивная кар'єра

#### Виступи за клуби
Почав грати в футбол за команду «Уредд» із Порсгрунна у віці 16 років. В 1926 років переїхав в Осло, де став гравцем «Люни». В 1928 році команда Юве пройшла у фінал Кубка Норвегії, але під час вирішальної гри програла «Ерн-Хортену». В сезоні 1930/1931 Юве виступав за кордоном, зігравши 12 матчів за швейцарський «Базель» та забивши за нього 10 голів.
З 1928 по 1937 роки Йерген Юве грав і за збірну Норвегії, за яку провів 45 матчів, забивши 33 голи, став найрезультативнішим гравцем національної команди за всю її історію. Він дебютував у матчі проти Фінляндії у червні 1928 року, а останню гру провів проти Данії в червні 1937. Свій перший гол Юве забив в червні 1929 року граючи проти Голландії, оформив у тій ж грі хет-трик. Уже в наступних семи матчах він збільшив лік своїх забитих голів до 16. У 22 матчах Юве виступав на позиції атакуючого, під час інших 23 ігор — на позиції захисника та півзахисника (на правому фланзі і в центрі). В 23 матчах Юве виводив збірну будучи капітаном команди.
Юве був капітаном норвезької команди і на Олімпійських іграх 1936 року в Берліні. 3 квітня Норвегія зустрілась із командою Туреччини та перемогла із рахунком 4:0. В наступному матчі норвежці грали проти Німеччини, — Магнар Ісаксен на 8-й і 84-ій хвилинах забив два м'ячі, на які німці нічого не відповіли, тим самим вибили їх з турніру. За цим матчем слідкував Адольф Гітлер та Йозеф Геббельс, для фюрера це був його перший і останній досвід походу на футбольний матч. 10 квітня норвежці програли 1:2 Італії в овертаймі. В матчі за 3-е місце норвежці перемогли Польщу 3:2. У всіх чотирьох матчах він взяв участь, але так і не забив.

#### Тренер
У 1938 році Юве завершив кар'єру футболіста. У нього був невеликий тренерський досвід: він працював в штабах команд «Буде-Глімт» в 1939 році та «Мьольде» в 1948 році (протягом декількох тижнів), а також тренував протягом короткого періоду часу команди «Люн» та «Шейд». Одним з його підлеглих в «Люна» був Кнут Оснес — майбутній тренер клуба «Люн» та автор «золотих дублів» команди в 1967 і 1968 роках. Маловідомий тоді 23-річний Оснес, виступаючи за другий склад «Люни», справив дуже сильне враження на Юве і в скорому часі став гравцем основного складу.

#### Думки експертів
Футбольні експерти-сучасники називали Юве одним із найкращих гравців свого часу. Він часто прагнув грати в центрі нападу як Вінгео, — на цій позиції більш значну роль грали не техніка володіння м'ячем, а силові якості спортсмена. Як нападник Юве вмів добре грати головою, мав прекрасну швидкість та сильний удар. Як захисник він відрізнявся точним та надійним пасом, а також добре «читав гру» і твердо знав свої обов'язки в обороні.
В 2006 році відбулись урочисті з поводу 100-річчя дня народження Юоргена Юве. На офіційних подіях президент Норвезького футбольного союзу Пер Равн Омдаль  назвав його одним із найкращих футболістів в історії Норвегії. Відомі діячі Норвезького футбольного союзу та спортивні журналісти (такі, як Сондре Кофьорд, Пер Йорсетт, Ула Дюбвад Ольсен и Арне Скейе) відсвяткували важливий внесок Юве у виграну Норвегією бронзову медаль на олімпійському футбольному турнірі 1936 року.

## Титули і досягнення
- Бронзовий олімпійський призер: 1936

## Кар'єра журналіста та письменника
Юве вивчився на юриста в Базелі в 1931 році, пізніше працював журналістом та письменником. З 1928 по 1934 роки він був редактором спортивної колонки газети «Dagbladet» та з 1934 по 1940-ий рік редактором газети «Tidens Tegn». Під час Другої світової війни Юве керував журналом «Bragd». В 1941 році він став головним редактором журналу «Norges-Nytt», який видавався при допомозі норвезької дипломатичної місії в Стокгольмі. В 1942 році Юве переїхав в Лондон, а згодом в Нью-Йорк. Із 1945 року він став працювати журналістом «Dagbladet» і в тому ж році взяв інтерв'ю у Соні Гені, що на той час вважалось дуже престижним.
Йорґен Юве написав декілька книг на спортивну тему. Серед його робіт «Все про футбол» (1934), «Норвезький футбол» (1937) та «Миттєвості» (1978). В останній книзі Юве описав ряд відомих усім спортивних моментів: перемоги плигуна з трампліна Биргера Рууда та гірськолижниці Лайли Шу Нильсенна Олімпійських ігор 1936 року. Юве описав також поведінку німецьких футболістів під час матчу з Норвегією на Олімпіаді 1936 року, коли німці буквально оніміли від появи фюрера. В 1959 році Юве був редактором книги про п'ятиборця Уле Рейстада
Батько — Уле Мартін Юве, дубильщик по професії; мати — Мари Пенер. Сім'я вела своє коріння від ферми «Юве», в Лордале, де народився дід Йоргена.
Йорген — старший із шести дітей в сім'ї, у нього були двоє братів; -які іммігрували в США, а також три сестри, які залишилися в Норвегії. Одним з близьких друзів дитинства Юве був композитор Клаус Егге. Форген був одружений двічі: першою його обраницею стала Ерна Ріберг в 1932 році, другою — психолог Жва Рейне. У другому шлюбі у нього народилася дочка, його племінниця є народною співачкою Тоне Юве.
Під час Другої сівтової війни служив в британській армії. В складі загону добровольців в 1944 він брав в участь у звільнені губернії Фіннмарк в рамках операції «Крофтер».
В 1949 балотувався в парламент.
Йоген Юве помер у 1983 році в м. Осло, Норвегія